# Kentaro Hayashi
Kentaro Hayashi (Tòquio, Japó, 29 d'agost de 1972) és un futbolista japonès ja retirat que va disputar dos partits amb la selecció japonesa. Posteriorment fa d'entrenador de futbol.